# Wysznewe (rejon łozowski)
Wysznewe (ukr. Вишневе, do 2016 Radhospne, ukr. Радгоспне) – wieś na Ukrainie, w obwodzie charkowskim, w rejonie łozowskim, w hromadzie Błyzniuky. W 2001 liczyła 490 mieszkańców, spośród których 441 wskazało jako ojczysty język ukraiński, 33 rosyjski, 2 białoruski, 11 ormiański, 2 niemiecki, a 1 inny.